# Мукажаи

Мукажаи на карте штата.

Мукажаи (порт. Mucajaí)  —  муниципалитет в Бразилии, входит в штат Рорайма. Составная часть мезорегиона Юг штата Рорайма. Входит в экономико-статистический  микрорегион Каракараи. Население составляет 14 792 человека на 2010 год. Занимает площадь 12 461,210 км². Плотность населения — 1,19 чел./км².

## Границы
Муниципалитет граничит:
- на севере —  муниципалитет Алту-Алегри
- на северо-востоке —  муниципалитет Боа-Виста
- на востоке —  муниципалитет Канта
- на юге —  муниципалитет Ирасема
- на западе —  муниципалитет Ирасема

## Демография
Согласно сведениям, собранным в ходе переписи 2010 г. Национальным институтом географии и статистики (IBGE), население муниципалитета составляет:
| Полное население                               | Полное население                               | Полное население                               | Полное население                               | 14 792 |
| ---------------------------------------------- | ---------------------------------------------- | ---------------------------------------------- | ---------------------------------------------- | ------ |
| в том числе:                                   | Городское население                            | 8 935                                          | Процент городского населения, %                | 60,40  |
|                                                | Сельское население                             | 5 857                                          | Процент сельского населения, %                 | 39,60  |
|                                                | Мужское население                              | 7 865                                          | Процент мужского населения, %                  | 53,17  |
|                                                | Женское население                              | 6 927                                          | Процент женского населения, %                  | 46,83  |
| Плотность населения, чел/км²                   | Плотность населения, чел/км²                   | Плотность населения, чел/км²                   | Плотность населения, чел/км²                   | 1,19   |
| Население муниципалитета в % к населению штата | Население муниципалитета в % к населению штата | Население муниципалитета в % к населению штата | Население муниципалитета в % к населению штата | 3,28   |

По данным оценки 2015 года население муниципалитета составляет 16 380 жителей.

## Важнейшие населенные пункты
| № | Населённый пункт | Населённый пункт (порт.) | Категория | Население чел. (2010) (место среди н.п. штата) | На карте                       |
| - | ---------------- | ------------------------ | --------- | ---------------------------------------------- | ------------------------------ |
| 1 | Мукажаи          | Mucajaí                  | город     | 8 935 (4)                                      | 2°26′47″ с. ш. 60°55′14″ з. д. |
| 2 | Апиау            | Apiaú                    | поселок   | 648 (29)                                       | 2°33′10″ с. ш. 61°18′27″ з. д. |

## Статистика
- Валовой внутренний продукт на 2003 составляет 43.384.741,00 реалов (данные: Бразильский институт географии и статистики).
- Валовой внутренний продукт на душу населения на 2003 составляет 3.771,27 реалов (данные: Бразильский институт географии и статистики).
- Индекс развития человеческого потенциала на 2000 составляет 0,726 (данные: Программа развития ООН).